# Vaterland (Fahrrad)
Die Vaterland Werk Friedrich Herfeld Söhne GmbH & Co. KG war einer der ältesten deutschen Fahrradhersteller aus der sauerländischen Kleinstadt Neuenrade, der die gleichnamige Marke „Vaterland Fahrrad“ produzierte. Das Unternehmen war eine der ältesten Fahrradmanufakturen Deutschlands. Kunden waren die deutsche Einzelhandelslandschaft von Aldi, über Metro Real unter den Markennamen Ragazzi sowie die größte deutsche Gruppe Fahrrad XXL bestehend aus den 15 größten deutschen Händlern.

## Geschichte

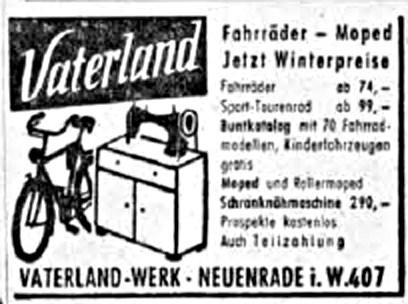
Kleinanzeige von Vaterland aus dem Jahr 1955

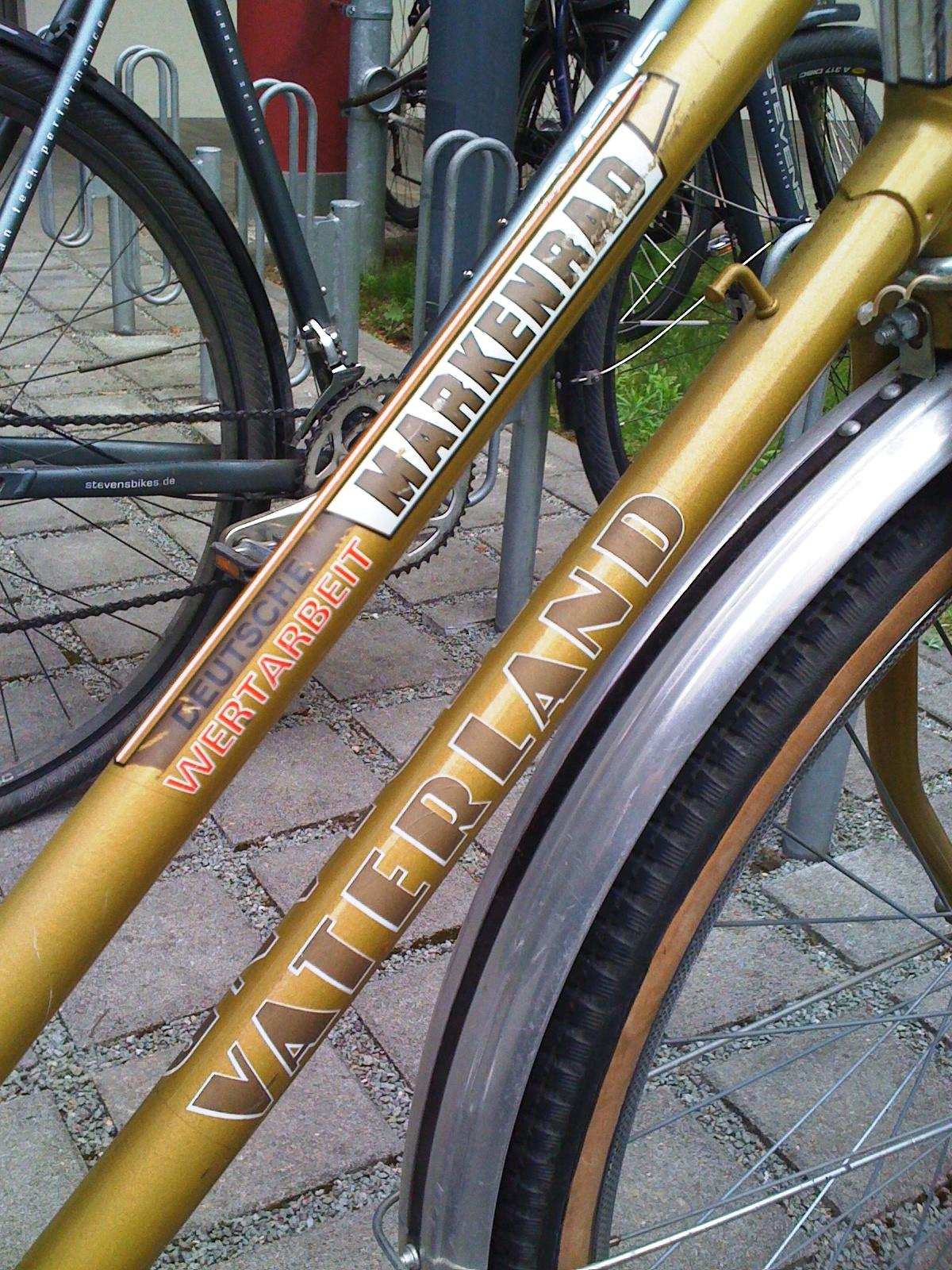
Rahmen eines Vaterland-Fahrrads mit Firmenlogo

Herfeld & Co. stellte zunächst Blasinstrumente und Akkordeons her und war damals einer der führenden Versandgeschäfte von Musikinstrumenten und Hersteller in Deutschland. Das Unternehmen ging aus dem Betrieb der Familie Herfeld hervor und stellte bis 1933 weiterhin vor allem Musikinstrumente her, ehe es 1933 die Produktion auf Fahrräder umstellte. Das Unternehmen montierte und versandte bereits ab 1930 Fahrräder unter der Marke „Vaterland“. In den 1950er Jahren wurden auch Mopeds hergestellt und japanische Nähmaschinen unter dem Namen „Ideal“ verkauft.
Der Markenname existierte seit 1906. Das Unternehmen produzierte 250.000 Fahrräder jährlich.
Ende 2007 stellte das Unternehmen seine Produktion ein und legte die Produktion still.

## Fabrikgebäude

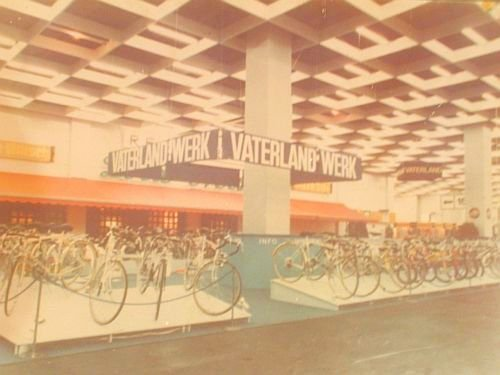

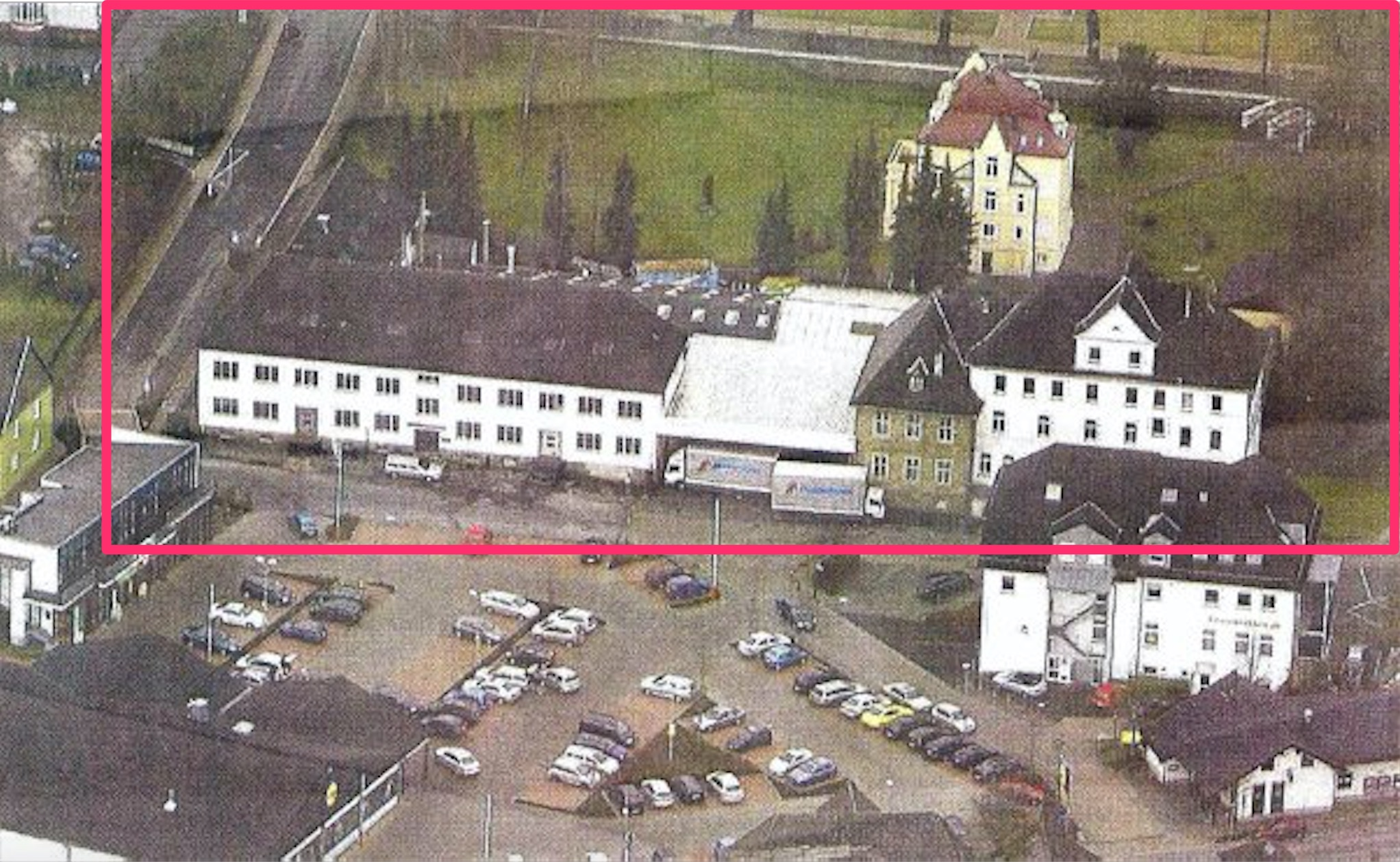

Das ehemalige Werk Vaterland lag in der Innenstadt Neuenrades in den Bereichen Hinterm Wall, Am Stadtgarten und Am Wall. Es bestand aus drei Gebäudeeinheiten: dem Kerngebäude mit einer Erweiterung von 1927, den Fabrikhallen aus den 1930er Jahren und modernen Hallen im rückwärtigen, westlichen Bereich. Das Amt für Denkmalschutz sprach sich für einen Erhalt der Anlage aus, da die Fabrik unter anderem bedeutend war für die Wirtschaftsgeschichte der Stadt. Für die Erhaltung und Nutzung sprachen danach wissenschaftliche und städtebauliche Gründe.
Das Produktionsgebäude in der Neuenrader Innenstadt wurden im Sommer 2011 abgerissen. Das ehemalige, denkmalgeschützte Verwaltungsgebäude aus Bruchstein blieb erhalten und wurde saniert. Auf dem Gelände entstand eine Seniorenwohnanlage.